# Jonathan Parrilla
Jonathan Parrilla Ramos (ur. 10 sierpnia 1998) – portorykański zapaśnik walczący w stylu wolnym. Brązowy medalista mistrzostw panamerykańskich w 2021. Siódmy na igrzyskach Ameryki Środkowej i Karaibów w 2018 roku.